# Spacer po chromosomie
Spacer po chromosomie (ang. Chromosome walking) to w kolokwialnym języku biologów molekularnych metoda pozwalająca znaleźć gen położony w pewnej odległości od zlokalizowanego wcześniej na danym chromosomie genu. 
Metoda ta ma wiele modyfikacji, historycznie pierwsza polegała na zapakowaniu DNA w kosmidach, która umożliwiała "spacer" "krokami" po ok. 50 kpz. Znaleziony przez blotting DNA kosmid jest prostowany restryktazą a jego koniec jest następnie odcinany i znakowany. W drugim etapie tak przygotowany kosmid jest stosowany do rozpoznawania identycznych sekwencji nukleotydów. Powtarzane sekwencje tego rodzaju operacji doprowadzają "spacerującego po chromosomie" badacza do celu jego poznawczej wędrówki. Dziś, kiedy masowo się sekwencjonuje całe genomy (patrz Projekt poznania ludzkiego genomu) metoda ta ma mniejsze znaczenie, gdyż jest za bardzo pracochłonna. W okresie jej rozwoju wykonanie "jednego kroku" zajmowało do paru dni.